# Wilsoncyclus

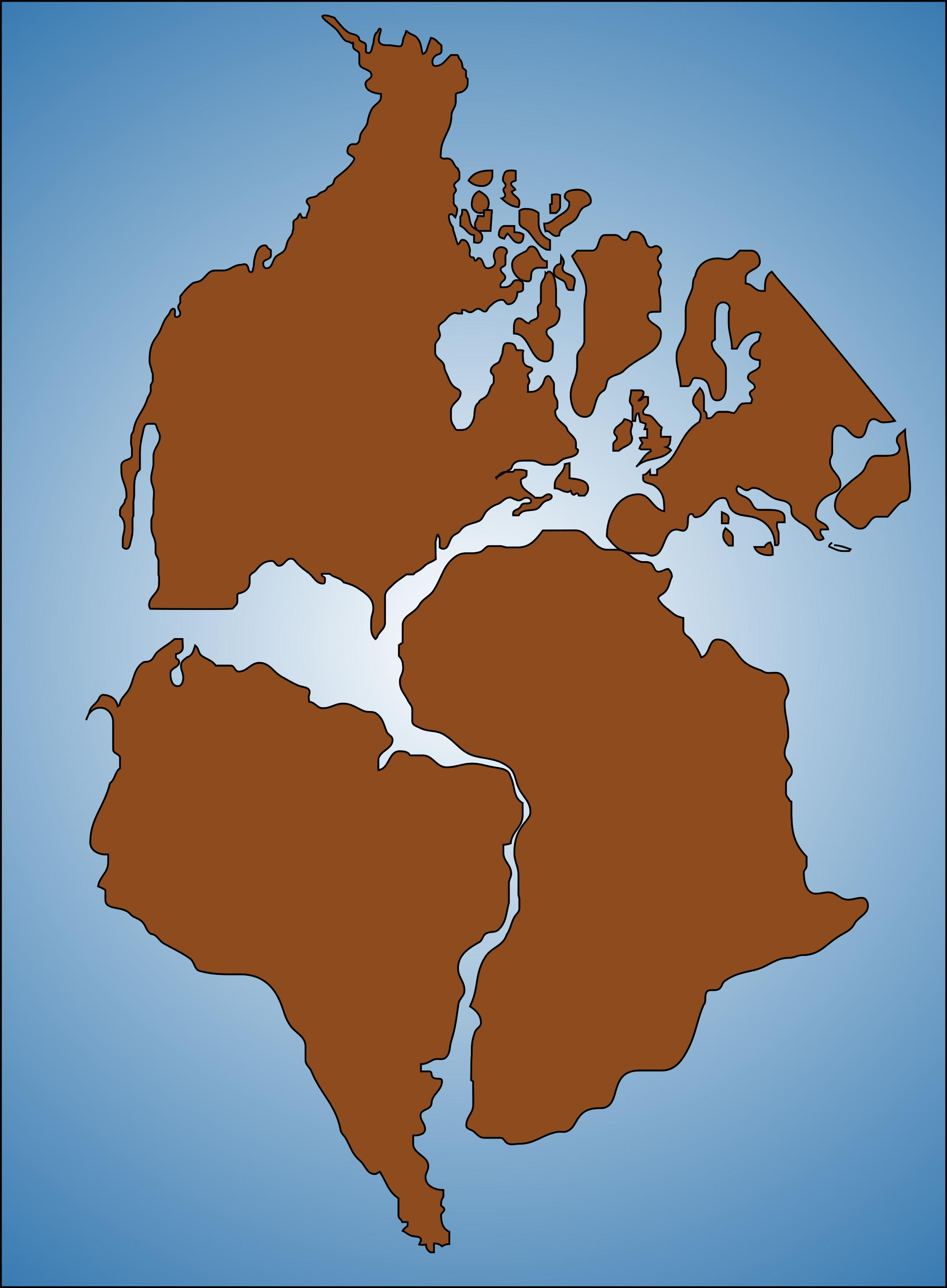
Het westelijk deel van Pangea versimpeld weergegeven

Een wilsoncyclus of supercontinentcyclus is in de platentektoniek een zich herhalende cyclus waarbij de continenten zich eerst samenvoegen tot een supercontinent, om later weer op te breken en van elkaar te bewegen. De fragmenten komen uiteindelijk weer bij elkaar om een nieuw supercontinent te vormen. Platentektoniek en de beweging van continenten worden aangedreven door convectiestroming in de aardmantel.
De cyclus is naar de Canadese geofysicus John Tuzo Wilson (1908-1993) genoemd, wie het opviel dat oceanische korst over het algemeen veel jonger is dan continentale korst. Hij leidde daaruit af dat oceanische bekkens vergeleken met de continenten een korte levensduur hebben. Oceanische korst wordt telkens opnieuw aangemaakt en op andere plaatsen vernietigd, zodat dit type korst zich voortdurend vernieuwt.

## Invloed op het zeeniveau
Wilsoncycli hebben een belangrijk effect op het eustatisch zeeniveau. In tijden dat een supercontinent opbreekt zal er veel nieuwe oceanische korst worden aangemaakt en zal het totale oppervlak van de mid-oceanische ruggen stijgen. Jonge, relatief warme oceanische korst heeft een lagere dichtheid dan oude, relatief koele oceanische korst. Uit het principe van isostatisch evenwicht volgt dat jonge oceanische korst minder diep in de mantel wegzinkt, wat tot gevolg heeft dat de oceaanbodem minder diep ligt. In tijden waarin relatief veel continenten opbreken, zal het gemiddelde hoogteverschil tussen de oceaanbodem en de continenten daarom minder groot zijn. Dit leidt ertoe dat het zeeniveau stijgt en grote delen van de continenten in zulke perioden onder water staan.
Omdat het eustatisch zeeniveau grote invloed heeft op welk type sedimentair gesteente gevormd wordt, zijn wilsoncycli en andere grootschalige tektonische gebeurtenissen terug te vinden in de stratigrafische opeenvolging van gesteentelagen. Zulke zich op grote schaal herhalende opeenvolgingen van gesteentelagen worden megasequenties genoemd.